# Parafia Najświętszej Maryi Panny Królowej Rodzin w Ostrołęce
Parafia pw. Najświętszej Maryi Panny Królowej Rodzin w Ostrołęce – parafia należąca do dekanatu Ostrołęka – św. Antoniego, diecezji łomżyńskiej, metropolii białostockiej
Została erygowana 10 września 2000 roku przez bp. Stanisława Stefanka z terytorium parafii w Rzekuniu. Jest najmłodszą parafią w mieście.

## Historia
31 grudnia 2000 roku biskup łomżyński Stanisław Stefanek poświęcił plac pod budowę nowego kościoła. Do sprawowania czynności liturgicznych służyła wtedy tymczasowa kaplica w budynku mieszkalnym księży. Pomimo dołączenia przylegających pomieszczeń piwnicznych znaczna część uczestników niedzielnej mszy św. pozostawała pod gołym niebem. Dobudowano więc wiatę chroniącą od deszczu i wiatru. 
W latach 2001–2003 zbudowano nowy kościół, który został poświęcony 19 czerwca 2003 roku przez bp. Stanisława Stefanka i nabożeństwa odbywały się wewnątrz kościoła. W latach 2003–2008 trwały budowlane i instalacyjne prace wykończeniowe.

## Proboszczowie
2000–2013. ks. Janusz Tyszka
2013–2018. ks. Dariusz Łapiński
2018– nadal ks. Piotr Sitkiewicz

## Obszar parafii
W granicach parafii znajdują się miejscowości
- Ławy (1 km)
- Ławy Kolonie (1,5 km)

oraz ulice Ostrołęki
- Bobińskiego
- Brzozowa
- Chełmońskiego
- Dąbrowskiej
- Graniczna
- Grodzickiego
- Jasińskiego
- Kaczyńska
- Karłowicza
- Kasprowicza
- Kochanowskiego
- Lelewela
- Lenartowicza
- Leśmiana
- Magazynowa
- Nadziei
- Nałkowskiej
- Narutowicza
- Nasypowa
- Norwida
- Odległa
- Ogrodowa
- Orkana
- Osiedlowa
- Ostrowska
- E. Plater
- Polna
- B. Prusa
- Rolna
- Składowa
- M.C. Skłodowskiej
- Skowrońskiego
- Słowackiego (nr. początkowe do torów kolejowych)
- Staffa
- Starowiejska
- Szymanowskiego
- W. Szymborskiej
- Tuwima
- Wiejska (nr. początkowe do torów kolejowych)
- Wyspiańskiego
- Zarośle
- Żeromskiego (nr. początkowe do torów kolejowych)